# اتسی
اتسی (به انگلیسی: Etsy) یک وبگاه تجارت الکترونیک آمریکایی است که بر فروش صنایع دستی و عتیقه‌جات تمرکز دارد. افزون بر این اسباب بازی‌های دست‌ساز، کالاهای جمع‌آوری شده، هنر، کالاهای خانگی، مبلمان، جواهرات، کیف، لباس و وسایل تعطیلات نیز در این فروشگاه برخط یافت می‌شوند. تمام موارد عتیقه باید حداقل ۲۰ سال سن داشته باشند. این وبگاه سنت صنعت‌گری آزاد را دنبال می‌کند و با دادن ویترین شخصی به فروشندگان، اجازه می‌دهد آن‌ها کالاهای خود را با پرداخت هزینه‌ای برابر ۰٫۲۰ دلار آمریکا برای هر کالا، درج کنند.
تا تاریخ ۳۱ دسامبر ۲۰۱۸ اتسی بیش از ۶۰ میلیون وسیله در فروشگاهش به فروش رساند و بازارگاه مجازی آن برای صنایع دستی و عتیقه‌جات دارای ۲٫۱ میلیون فروشنده با ۳۹٫۴ میلیون خریدار بود. در پاسان سال ۲۰۱۸ اتسی دارای ۸۷۴ کارمند بود. اتسی در همان سال دارای فروش کل یا فروش ناخالص کالایی برابر با ۳٫۹۳ میلیارد دلار بوده‌است.

## محصولات موجود
بیشتر موارد موجود در اتسی دست‌ساز یا سفارشی هستند. معمولاً این محصولات شامل موارد زیر هستند:
- جواهرات و لوازم جانبی (قاب گوشی، کلاه، عینک، گردنبند، انگشتر، گوشواره، دستبند، جواهرات بدن و غیره)
- لباس و کفش برای زنان، کودکان و مردان (لباس، دامن، تاپ، تی شرت، شلوار، لباس شنا، کفش، لباس، کیف و …)
- خانه و اثاثیه منزل (قاب، جا شمع، کوسن، فرش، مبلمان، نور، لوازم آرایش و لوازم آرایشی، عطر، صابون، لوازم جانبی حیوانات و غیره)
- عروسی و مهمانی‌ها (دعوت نامه‌ها و لوازم التحریر، دکوراسیون، هدیه، لوازم جانبی، لباس عروسی و جواهرات و غیره)
- اسباب بازی و سرگرمی (اسباب بازی، کتاب، الکترونیک یا رایانه، آلات موسیقی و غیره)
- هنر و مجموعه (چاپ، عکس، نقاشی‌ها، مجسمه‌ها، تصاویر، کالاهای جمع‌آوری شده و غیره)
- لوازم و وسایل صنایع دستی (برای خانه، صنایع دستی، ساخت جواهرات، بافندگی یا خیاطی، هنرهای تجسمی، مجسمه‌سازی و غیره)
- محصول (جواهرات، پوشاک، هنرها، خانه و مبلمان)